# Torre del Bo
(Angelo Portenari, Della Felicità di Padova, 1623)

La cella campanaria a lanterna e la sfera armillare prima della demolizione

La Torre del Bo, conosciuta anche come Torre dello Studio, è una torre di età medievale che si innalza lungo l'antica Contrà delle beccherie (ora via Cesare Battisti) a Padova. È parte delle antiche strutture del Palazzo del Bo, sede dell'Università degli Studi di Padova. Dopo la torre degli Anziani era la seconda torre più alta della città.

La canna della torre prima del dimezzamento

## Storie e descrizione
La torre eretta tra il XII secolo ed il XIII secolo come proprietà dei Da Carrara e poi del ramo Papafava, fu parte del palazzo poi riconvertito nel celebre albergo del Bo. Le stava vicina un'altra torre più piccola, in seguito scomparsa.

Nella riconversione cinquecentesca dei merlati edifici dell'Ospitium Bovis in sede dell'Università, la torre divenne il simbolo dello Studio patavino: fu sopraelevata nel 1571 forse su disegno di Vincenzo Scamozzi o di Andrea Moroni con una cella campanaria a pianta ottagona a guisa di lanterna, questa coperta da una tonda cupola plumbea e coronata nel 1581 da una sfera armillare. Nel 1757 fu messa in sicurezza e cerchiata con ferrature su proposta di Giovanni Poleni. Colpita da fulmini - celebre quello del luglio 1777 che obbligò i rettori a installare un parafulmine - la costruzione finì frettolosamente demolita per metà nel 1914, sino all'altezza del quadrante dell'orologio: il provvedimento (criticatissimo dagli intellettuali dell'epoca) fu preso in quanto la torre iniziò a mostrare segni di instabilità dopo l'abbattimento di alcuni edifici che le stavano ai piedi. Nei decenni successivi si aprì un concorso per la sua completa ricostruzione in chiave razionalista. Eliminate le idee misurate di Ettore Fagiuoli e Armando Ronca, fu premiata la proposta "felice ed originale [...], cui fa corona una indovinata cella littoria d'inconfondibile e sano carattere moderno italiano" datata 1934 dell'architetto Virgilio Vallot, progetto che non trovò compimento.

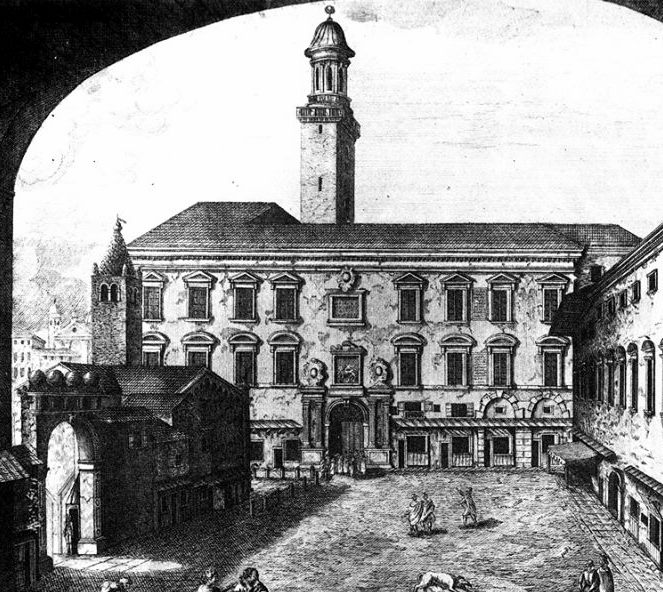
La torre ed il Bo nel Settecento

Oggi rimane la parte più antica, elevata su grandi blocchi in pietra di età romana e cotto dove si leggono tracce di antiche aperture tra cui una preziosa bifora. La struttura mostra ancora la cerchiatura messa in opera nel 1757 dal Poleni con i ferri recuperati dalle rovine del Palazzo della Ragione, colpito l'anno precedente da una tromba d'aria. Ospita ancora un antico orologio e il campanone che batteva l'ora "in cui cominciavano le scuole"; oggi è d'uso batterlo a martello alla morte dei professori dell'Università.

Il progetto di ricostruzione di Virgilio Vallot

L'antica sfera armillare un tempo posta sulla torre è ora appesa nella Sala della Facoltà di Scienze nel Palazzo del Bo.

## Le occupazioni studentesche
La torre fu occupata in alcune storiche occasioni: l'8 febbraio 1848, durante le sommosse contro le truppe austriache, alcuni studenti salirono sulla cella suonando il campanone a distesa. Il 21 luglio 1921 vi salirono alcuni giovani fascisti che suonarono il campanone per commemorare i caduti di Sarzana.